# Glacera dels Glaciers
La glacera dels Glaciers és una glacera francesa situada sota l'agulla dels Glacieres. És una de les escasses glaceres del Massís del Mont Blanc, juntament amb la glacera de les Lanchettes, en trobar-se a la Savoia.
El seu punt més alt es troba a 3.750 m sota el cim de l'Aiguille des Glaciers. El més baix al voltant de 2.700 m. Té un gruix màxim de 20 m, una longitud de 1800 m., una superfície d'1 km². i un desnivell mitjà del 45%.
La glacera dels glaciers retrocedeix ràpidament a l’Aig des Glaciers, que forma part de la serralada del Mont Blanc. Són ben visibles les morrenes laterals que una vegada vorejaven el gel, així com la roca fresca exposada per la retirada ràpida.